# Kōnin
Pour les articles homonymes, voir Konin (homonymie).
 (octobre 2019).
Si vous disposez d'ouvrages ou d'articles de référence ou si vous connaissez des sites web de qualité traitant du thème abordé ici, merci de compléter l'article en donnant les références utiles à sa vérifiabilité et en les liant à la section « Notes et références ».
L'empereur Kōnin (光仁天皇, Kōnin Tennō, 18 novembre 709 - 11 janvier 782) est le 49e empereur du Japon, selon l'ordre traditionnel de la succession, et a régné de 770 à 781. Son nom personnel était  prince Shirakabe no Ōji.

## Biographie
À l'origine, Kōnin ne fait pas partie de la ligne de succession, le trône étant tenu par la branche de l'empereur Temmu. Après la mort de sa belle-sœur l'impératrice régnante Shōtoku, il est mis sur le trône par les hauts membres de la cour qui clament que Shōtoku avait laissé une lettre le désignant comme son successeur. Avant cet événement, Kōnin était considéré comme un gentilhomme sans ambition politique.
Peu après son couronnement, il bannit le religieux Dōkyō, le protégé de Shōtoku qui avait comploté pour se faire désigner héritier de celle-ci, et fait revenir d'exil l'ancien ministre Wake no Kiyomaro. Il tente ensuite de reconstruire les finances de l'État et l'organisation de l'administration, qui avaient été corrompus durant le règne précédent.
Après quelques mois, il élève son épouse la princesse Higami au rang d'impératrice et son fils au titre de prince héritier. Plus tard, Higami sera accusée d'avoir maudit son mari. On pense aujourd'hui que cette accusation était une revanche pour déchoir son fils de la succession au trône. Higami est alors dépouillée du rang d'impératrice, et meurt peu après de maladie, selon les documents officiels de l'époque.
Après la mort d'Higami, le prince Yamabe, un fils de Kōnin par sa concubine Takano no Niigasa (autrefois Yamato no Niigasa), qui est censée être une descendante du roi Muryeong de Paekche, est nommé prince héritier. Il succède à Kōnin en 781 sous le nom de Kammu.

## Généalogie
Kōnin est un fils du prince Shiki et de Ki no Tochihime, et un petit-fils de l'empereur Tenji.
Épouses et descendance :
- Princesse Inoue (Higami), une fille de l'empereur Shomu, et d'Agatainutai no Hirotoji, impératrice (kogo) en 770 ; déposée en 772, qui a pour enfants :
  - Prince Osabe, né en 751, mort en 775 ; nommé prince héritier en 770, mais destitué en 772
  - Princesse Sakahito, née en 754 ; morte en 829 ; prêtresse vestale d'Ise (772-775) ; mariée à son demi-frère, le prince Yamabe (empereur Kammu)
- Princesse Owari, née en 717 et morte en 775 ; fille du prince Yuhara (fils du prince Shiki), qui a pour enfant :
  - Prince Hieda, né en 751 et mort en 781
- Takano no Niigasa, morte en 790, fille de Yamato no Ototsugu, qui a pour enfants :
  - princesse Noto, née en 733, morte en 781; mariée au prince Ichihara
  - Prince Yamabe, né en 737 ; futur empereur Kammu
  - Prince Sawara, né en 757 ; devenu moine au Todai-ji, avant d'être nommé prince héritier en 781 ; mort en exil en 785
- Fujiwara no Soshi, fille de Fujiwara no Nagate
- Ki no Miyako, fille de Ki no Ineko
- Agatanushi no Shimahime, fille de Agatanushi no Emishi ; dame de la cour ; qui a pour fille :
  - Princesse Minuma, morte en 810 ; mariée au prince Miwa
- Agatainutai no Isamimi, dame de la cour, qui a pour enfant :
  - Hirone no Murokatsu